# Casalbeltrame
Casalbeltrame (Casabaltram in piemontese) è un comune italiano di 1 045 abitanti della provincia di Novara in Piemonte.
Una parte del territorio comunale è compresa nel Parco naturale delle Lame del Sesia.

## Storia

### Simboli
Lo stemma comunale è stato concesso con regio decreto del 10 marzo 1930. È uno scudo troncato: nel primo di rosso, alla casa d'argento, munita di due torri; nel secondo d'azzurro, a tre spighe di riso nodrite nella pianura d'argento.

## Monumenti e luoghi d'interesse

### Architetture religiose
- Chiesa parrocchiale di Santa Maria Assunta. L'edificio attuale si presenta in forme del XVIII e XIX secolo, ma è sicuramente assai precedente come testimoniano, fra l'altro, il campanile e le mura romaniche e gli affreschi rinvenuti negli attuali sottotetti (scene della Vita di Cristo, XV secolo)[6]. Annesso alla chiesa è lo scurolo del patrono martire San Novello.
- Chiesa e complesso di Sant'Apollinare

### Architetture civili
- Villa Bracorens Savoiroux (XVIII secolo), sede di Materima, cittadella della scultura[7]: un centro internazionale per la progettazione, la realizzazione e l'esposizione di arte plastica che ha sede nell'ottocentesco palazzo dei conti di Savoiroux dove si tiene una biennale di arte.

### Architetture militari
- Castello[8]

### Aree naturali
- Riserva naturale Palude di Casalbeltrame

## Società

### Evoluzione demografica
Abitanti censiti

## Cultura

### Musei
- Museo Storico Etnografico dell'Attrezzo Agricolo "L çivel"[10]

## Infrastrutture e trasporti
Fra il 1884 e il 1933 la località era servita da una fermata della tranvia Vercelli-Biandrate-Fara.

## Amministrazione
Di seguito è presentata una tabella relativa alle amministrazioni che si sono succedute in questo comune.
| Periodo        | Periodo        | Primo cittadino | Partito                   | Carica  | Note   |
| -------------- | -------------- | --------------- | ------------------------- | ------- | ------ |
| 25 giugno 1985 | 28 maggio 1990 | Teresio Novella | Democrazia Cristiana      | Sindaco | [ 11 ] |
| 28 maggio 1990 | 24 aprile 1995 | Teresio Novella | Democrazia Cristiana      | Sindaco | [ 11 ] |
| 24 aprile 1995 | 14 giugno 1999 | Teresio Novella | Partito Popolare Italiano | Sindaco | [ 11 ] |
| 14 giugno 1999 | 14 giugno 2004 | Teresio Novella | lista civica              | Sindaco | [ 11 ] |
| 14 giugno 2004 | 8 giugno 2009  | Teresa Peveroni | lista civica              | Sindaco | [ 11 ] |
| 8 giugno 2009  | 26 maggio 2014 | Vincenzo Ponzo  | lista civica              | Sindaco | [ 11 ] |
| 26 maggio 2014 | 26 maggio 2019 | Claudia Porzio  | lista civica Per tutti    | Sindaco | [ 11 ] |
| 26 maggio 2019 | in carica      | Claudia Porzio  | lista civica Per tutti    | Sindaco |        |

## Galleria d'immagini

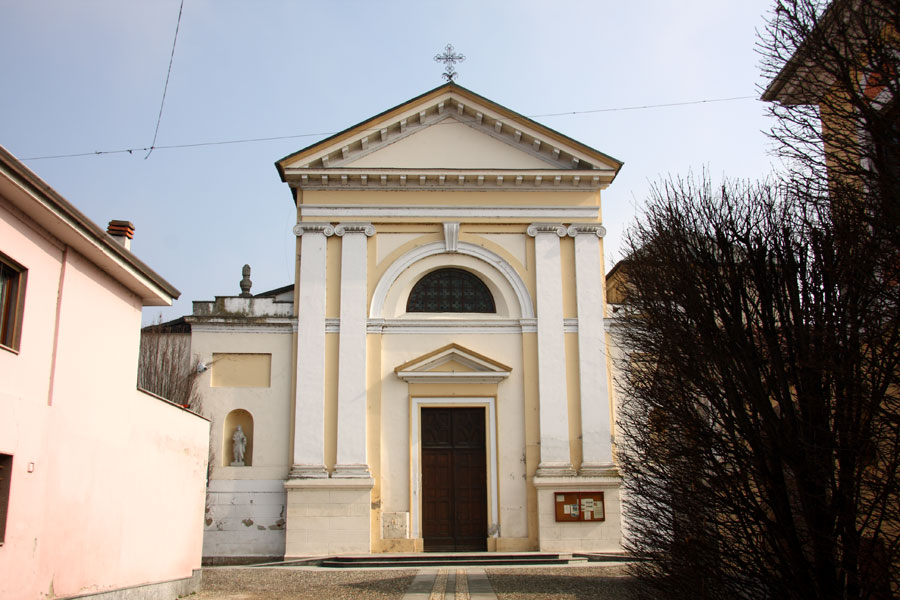
Parrocchiale
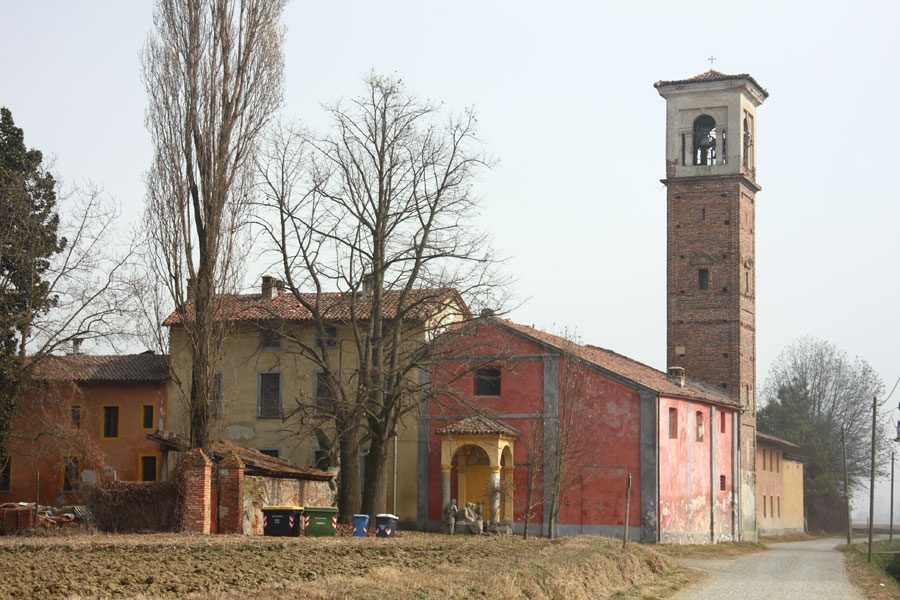
Sant'Apollinare
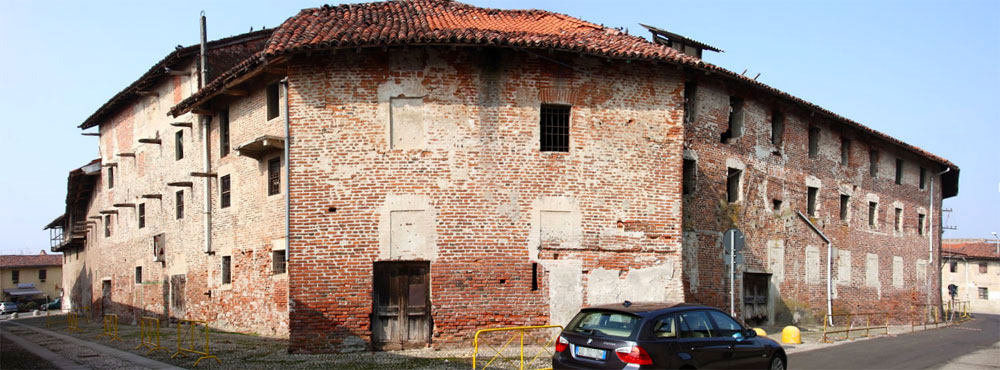
Castello
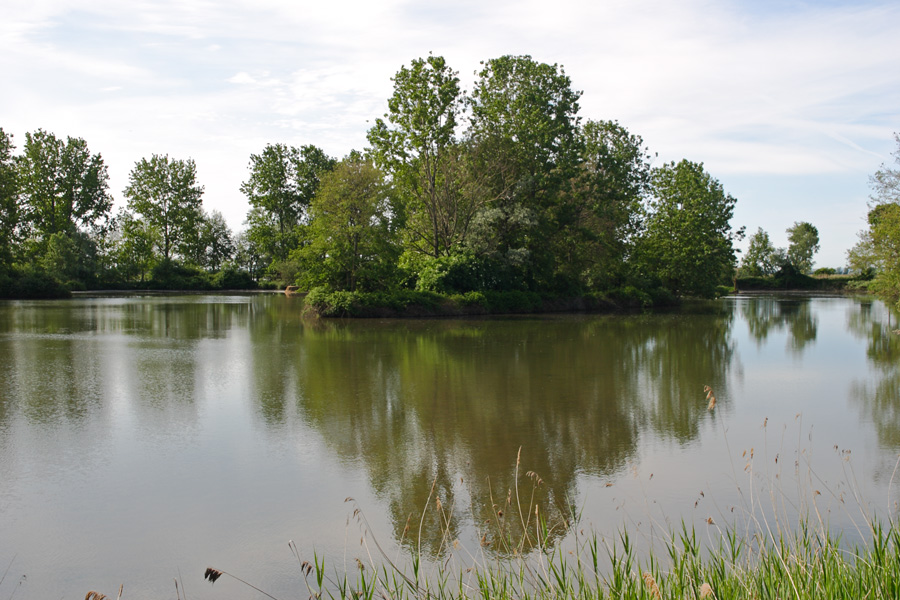
Palude